# Deir Ghazaleh
Deir Ghazaleh (àrab: دير غزالة, Dayr Ḡazāla) és una vila palestina de la governació de Jenin, a Cisjordània, al nord de la vall del Jordà, a 9 kilòmetres al nord-est de Jenin. Segons el cens de l'Oficina Central Palestina d'Estadístiques (PCBS), Deir Ghazaleh tenia 850 habitants en 2007, la majoria musulmans amb una minoria cristiana.

## Recursos d'aigua
La principal font d'aigua és el gran aqüífer subjacent a Cisjordània. Un pou als afores de la localitat, anomenat Abu'Ahed, subministra aigua al poble i les comunitats circumdants.

## Educació i cultura
S'ha creat una biblioteca a Deir Ghazaleh sota els auspicis del Programa per a l'Enfortiment Social de les Dones Rurals. El club de dones de Deir Ghazaleh, establert en 1997, ofereix cursos de formació i tallers per a les dones del poble.